# Fukaya
Fukaya (Japans: 深谷市, Fukaya-shi) is een stad in de prefectuur  Saitama, Japan. In 2013 telde de stad 142.855 inwoners. Fukaya maakt deel uit van de metropool Groot-Tokio.

## Geschiedenis
Op 1 januari 1955 werd Fukaya benoemd tot stad (shi). In 2006 werden de gemeenten Hanazono, Kawamoto en Okabe toegevoegd aan de stad.

## Partnersteden
- Fremont, Verenigde Staten sinds 1980
- Minamiuonuma, Japan sinds 1989
- Shunyi, China sinds 1995
- Tanohata, Japan sinds 1997

Steden:
Ageo · Asaka · Chichibu · Fujimi · Fujimino · Fukaya · Gyoda · Hanno · Hanyu · Hasuda · Hidaka · Higashimatsuyama · Honjo · Iruma · Kasukabe · Kawagoe · Kawaguchi · Kazo · Kitamoto · Koshigaya · Konosu · Kuki · Kumagaya · Misato · Niiza · Okegawa · Saitama (hoofdstad) · Sakado · Satte · Sayama · Shiki · Shiraoka · Soka · Toda · Tokorozawa · Tsurugashima · Wako · Warabi · Yashio · Yoshikawa

Districten:
Chichibu · Hiki · Iruma · Kitaadachi · Kitakatsushika · Kodama · Minamisaitama · Osato
Gemeenten per district
- Library of Congress Control Number: n81144331
- MusicBrainz: c24efa08-386a-4578-b726-54a1c0084677
- Bibliotheek van het Japanse parlement: 00365590
- Nationale Bibliotheek van Israël: 987007566821805171
- Virtual International Authority File: 125504452
- WorldCat: E39PBJvMBthC3H8tmH49YwPJDq